# Мёнхпфиффель-Николаусрит
Мёнхпфиффель-Николаусрит (нем. Mönchpfiffel-Nikolausrieth) — община в Германии, в земле Тюрингия Димасия. 
Входит в состав района Кифхойзер. Подчиняется управлению Миттельцентрум Артерн.  Население составляет 386 человек (на 31 декабря 2010 года). Занимает площадь 9,15 км².